# TER Picardie
A TER Picardie egy regionális vasúthálózat Franciaországban, Pikárdia régióban.

## TER hálózat

### Vasút

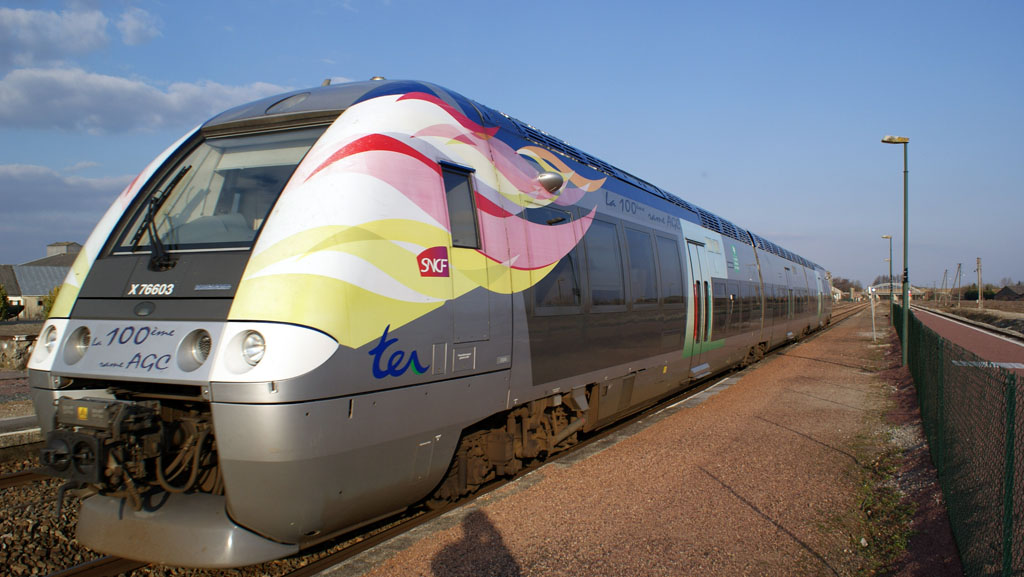
X76603/604 "100ème rame AGC" motorvonat Chaulnes állomáson

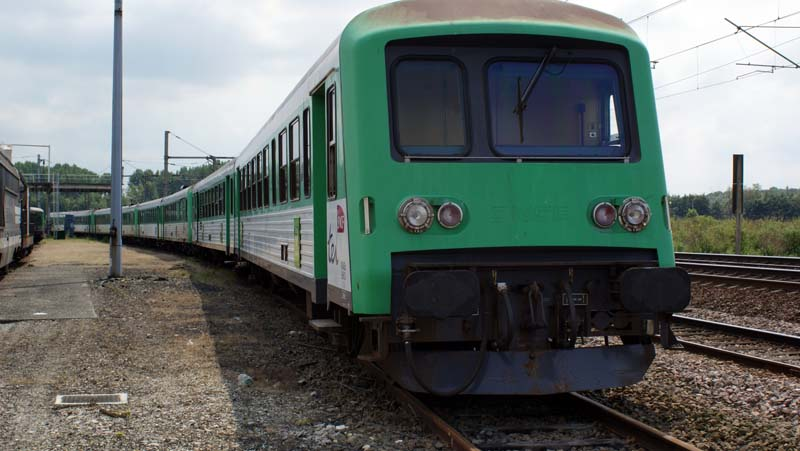
Négy X4630 sorozatú motorvonat várakozik a Longueau állomáson (x4666-8663, x4716-8713, x4648-8437, x4659-8448)

| Járat                                   | Útvonal | Gyakoriság | Megjegyzések                                  |
| --------------------------------------- | --- | ---------- | --------------------------------------------- |
| 1                                       | Amiens ... Albert ... Arras ... Douai ... Lille-Flandres |            |                                               |
| 2                                       | Amiens ... Abancourt ... Serqueux ... Rouen-Rive-Droite |            |                                               |
| 3                                       | Lille-Flandres ... Cambrai ... Busigny ... Saint-Quentin ... Tergnier ... Laon |            |                                               |
| 4                                       | Amiens ... Tergnier ... Laon ... Reims |            |                                               |
| 5                                       | Hirson ... Marle-sur-Serre ... Laon |            |                                               |
| 5bis                                    | Lille-Flandres ... Valenciennes ... Hirson ... Charleville-Mézières (see TER Nord-Pas-de-Calais line 17 for details) |            |                                               |
| 6                                       | Paris-Nord - Mitry-Claye† - Dammartin-Juilly-Saint-Mard† - Le Plessis-Belleville† - Nanteuil-le-Haudouin† - Ormoy-Villers† - Crépy-en-Valois - Vaumoise† - Villers-Cotterêts - Corcy† - Longpont† - Vierzy† - Soissons - Crouy† - Margival† - Vauxaillon† - Anizy-Pinon - Clacy-Mons† - La Neuville-sous-Laon† - Laon                                                        |            |                                               |
| 9                                       | La Ferté-Milon ... Fismes ... Reims |            |                                               |
| 10                                      | Château-Thierry ... Épernay ... Reims (lásd még a TER Champagne-Ardenne cikket a részletekért) |            |                                               |
| 11                                      | Amiens ... Ham ... Saint-Quentin |            | néhány vonat Tergnier állomáson át közlekedik |
| 12                                      | Busigny - Bohain† - Saint-Quentin - Montescourt† - Mennessis† - Tergnier - Viry-Noureuil† - Chauny - Appilly† - Noyon - Ourscamps† - Ribécourt† - Thourotte† - Longueil-Annel† - Choisy-au-Bac† - Compiègne - Jaux† - Le Meux-Lacroix-Saint-Ouen† - Longueil-Sainte-Marie† - Chevrières† - Pont-Sainte-Maxence - Rieux-Angicourt† - Villers-Saint-Paul† - Creil - Paris-Nord |            |                                               |
| 16                                      | Amiens ... Montdidier ... Compiègne |            |                                               |
| 17                                      | Gisors-Embranchement ... Pontoise ... Paris-Saint-Lazare (lásd még a Transilien J cikket a részletekért) |            |                                               |
| 18                                      | Creil ... Persan-Beaumont ... Pontoise (lásd még a Transilien H cikket a részletekért) |            |                                               |
| 19                                      | Beauvais - Villers-sur-Thère† - Saint-Sulpice-Auteuil† - Laboissière-Le Déluge† - Méru - Esches† - Bornel-Belle-Église - Chambly - Persan-Beaumont - Paris-Nord |            |                                               |
| 20                                      | Beauvais ... Creil |            |                                               |
| 21                                      | Le Tréport-Mers ... Abancourt ... Marseille-en-Beauvaisis ... Beauvais |            |                                               |
| 22                                      | Amiens - Longueau - Boves† - Dommartin-Remiencourt† - Ailly-sur-Noye - La Faloise† - Breteuil-Embranchement - Gannes† - Saint-Just-en-Chaussée - Saint-Remy-en-l'Eau† - Avrechy† - Clermont-de-l'Oise - Liancourt-Rantigny† - Laigneville† - Creil - Chantilly-Gouvieux† - Orry-la-Ville-Coye† - Paris-Nord                                                                  |            |                                               |
| 23                                      | Creil ... Paris-Nord (lásd még 12-es 22-es vonalakat) |            |                                               |
| 24                                      | Amiens ... Abbeville ... Rue ... Étaples-Le Touquet ... Boulogne-Ville ... Calais-Ville |            |                                               |
| 25                                      | Le Tréport-Mers - Eu - Woincourt - Feuquières-Fressenneville - Feuquerolles - Chépy-Valines - Acheux-Franleu - Quesnoy-le-Montant - Abbeville |            |                                               |
| † Nem minden vonat áll meg az állomáson | |            |                                               |

### Busz

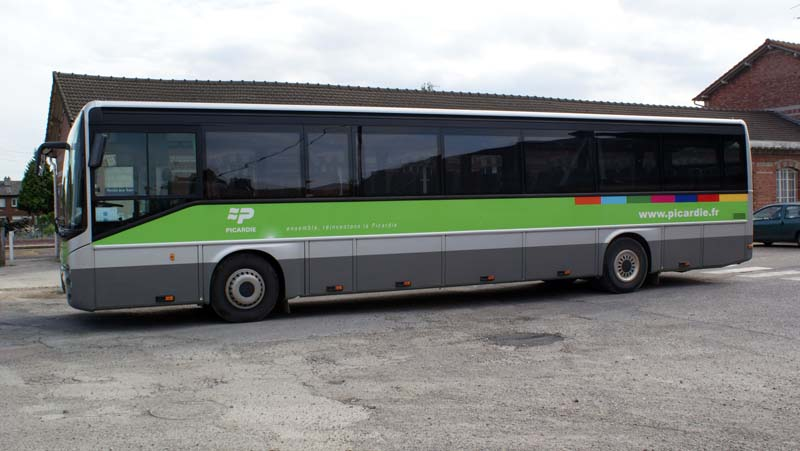
A 15-ös busz (Montdidier/Chaulnes/Roisel) Chaulnes (80) állomáson

2009 július 1-től
| Útvonal                                  | Járat   |
| ---------------------------------------- | ------- |
| Laon ↔ Liart                             | Line 8  |
| Saint-Just-en-Chaussée ↔ Montdidier      | Line 14 |
| Montdidier ↔ Chaulnes ↔ Péronne ↔ Roisel | Line 15 |
| Amiens ↔ Beauvais                        | Line 30 |
| Creil ↔ Senlis ↔ Roissy                  | Line 31 |
| Amiens ↔ TGV Haute Picardie              | Line 32 |
| Saint-Quentin ↔ TGV Haute Picardie       | Line 33 |

## Állomások listája
Ez a lista az állomásokat sorolja fel ábécé sorrendben.

## Vasúti járművek

### Motorvonatok
- SNCF Z 26500 sorozat
- SNCF X 4630 sorozat
- SNCF X 72500 sorozat
- SNCF X 73500 sorozat
- SNCF X 76500 sorozat ismert még mint XGC X 76500

### Mozdonyok
- SNCF BB 15000 sorozat
- SNCF BB 16100 sorozat
- SNCF BB 16500 sorozat
- SNCF BB 66400 sorozat
- SNCF BB 67300 sorozat
- SNCF BB 67400 sorozat
- SNCF BB 69400 sorozat

### Személykocsik
- Rame réversible régionale
- RIO NPDC
- RIO 80
- Cars VTU
  - A10tu VTU 75/80
  - B10rtu VTU 75/78
  - B10tu VTU 75/78
  - B11rtu VTU 75/78
  - B11tu VTU 75/78
- Cars VU
  - B9u VU75
  - B6DUX rév VU 86
- V2N kocsik
- VO2N kocsik